# Masustegi

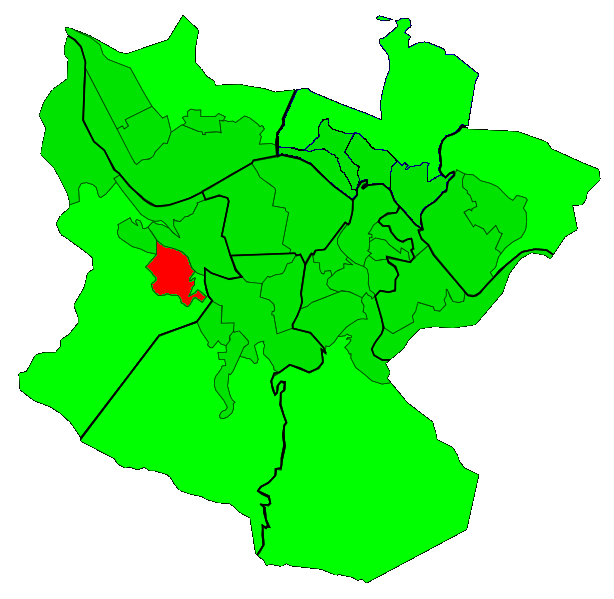
Ubicació de Masustegi

Masustegi (en castellà, Masustegui-Monte Caramelo) és un barri del districte bilbaí de Basurtu-Zorrotza. Té una superfície de 0,81 quilòmetres quadrats i una població de 4.069 habitants (2006). Limita al nord amb el barri d'Altamira i a l'est amb el de Basurtu, estant la resta del territori envoltat pel Monte Caramelo, que el separa d'Errekaldeberri i Uretamendi.

## Transports públics
Pel barri passen dues línies del Bilbobus.
| Línia | Recorregut             | Freqüència (minuts) |
| ----- | ---------------------- | ------------------- |
| 58    | Mintegitxueta - Atxuri | 15´                 |
| 80    | Altamira - Termibus    | 30´                 |